# Joseph Bologna

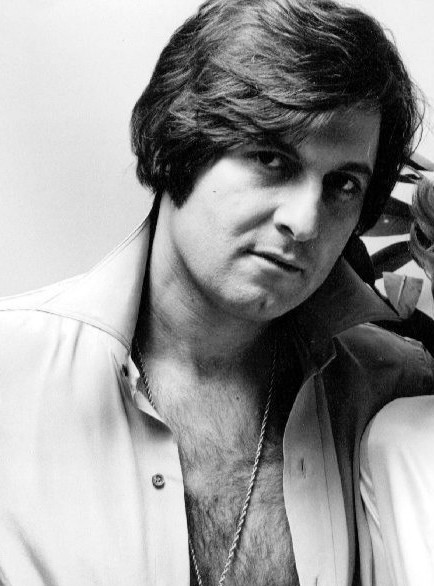
Joseph Bologna (1974)

Joseph Bologna (* 30. Dezember 1934 in New York City; † 13. August 2017 in Duarte, Kalifornien) war ein US-amerikanischer Schauspieler italienischer Abstammung. Bologna trat in zahlreichen TV-Serien und Filmproduktionen als Darsteller auf und arbeitete als Drehbuchautor, Regisseur und Produzent.

## Leben
Er wurde 1934 in Brooklyn als Sohn italienischer Einwanderer geboren und studierte an der Brown University. Hier machte er erste Theatererfahrungen in dem Stück Stalag 17. Im Anschluss an seine Hauptrolle in diesem Stück arbeitete er zehn Jahre lang nicht als Schauspieler. Er machte seinen Abschluss in Kunstgeschichte und schloss sich anschließend dem US Marine Corps an. Im Jahr 1965 heiratete er die Schauspielerin Renée Taylor, die später international in der Rolle der Mutter in der Fernsehserie Die Nanny bekannt wurde. Die beiden bekamen einen Sohn, Gabriel Bologna, der ebenfalls als Schauspieler tätig ist.
Nach seiner Hochzeit schrieb Bologna mit seiner Ehefrau den Broadway-Hit Lovers and other strangers, für den sie auch gemeinsam das Drehbuch erstellten. Mit ihr zusammen verfasste er auch zahlreiche weitere Drehbücher und arbeitete häufig auch als Schauspieler in seinen Filmen mit.
1991 erhielt er zusammen mit Matt LeBlanc die Hauptrolle in der Serie Top of the Heap, einem Spin-off der Erfolgsserie Eine schrecklich nette Familie. Bologna spielte den Arbeitslosen Charlie Verducci, der zusammen mit seinem Sohn Vinnie versucht, auf mehr oder weniger legalen Wegen zu Geld zu kommen. Die Serie wurde jedoch nach kurzer Zeit wieder abgesetzt, da sie nicht an den Erfolg der Schrecklich netten Familie anschließen konnte.
Für Acts of Love and Other Comedies wurde Bologna 1973 mit einem Emmy ausgezeichnet.
Am 13. August 2017 verstarb Bologna mit 82 Jahren in Kalifornien an Bauchspeicheldrüsenkrebs.

## Filmografie (Auswahl)
als Schauspieler
- 1973: Treffpunkt Central Park (Cops and Robbers)
- 1974: Du hast mir doch’n Baby versprochen (Mixed Company)
- 1976: Die haarsträubende Reise in einem verrückten Bus (The Big Bus)
- 1979: Das zweite Kapitel (Chapter Two)
- 1982: Ein Draufgänger in New York (My Favorite Year)
- 1984: Die Frau in Rot (The Woman in Red)
- 1984: Schuld daran ist Rio (Blame It on Rio)
- 1985: Transylvania 6-5000
- 1987–1988: Full House (Rags To Riches, Fernsehserie, 20 Folgen)
- 1991: Eine schrecklich nette Familie (Married with Children, Fernsehserie, 2 Folgen)
- 1991: Alligator II – Die Mutation (Alligator II: The Mutation)
- 1991: Top of the Heap (Fernsehserie, 7 Folgen)
- 1992: Mord ist ihr Hobby (Murder, She Wrote, Fernsehserie, Folge Der Maulwurf)
- 1994: L.A. Law – Staranwälte, Tricks, Prozesse (L.A. Law, Fernsehserie)
- 1994, 1999: Die Nanny (The Nanny, Fernsehserie, 2 Folgen)
- 1996: Love Is All There Is
- 1997: Cosby (Fernsehserie, eine Folge)
- 1997: Heaven Before I Die
- 1997: Der Psycho-Pate (The Don’s Analyst, Fernsehfilm)
- 1998: Astoria
- 1999: Big Daddy
- 1999: Blink of an Eye
- 2001: Dying on the Edge
- 2001: Squint (Kurzfilm)
- 2002: Returning Mickey Stern
- 2005: Jane Doe: Til Death Do Us Part (Fernsehfilm)
- 2005: Fathers and Sons (Fernsehfilm)
- 2005: The Boynton Beach Bereavement Club
- 2005: Everwood (Fernsehserie)
- 2006: Immer wieder Jim (According to Jim, Fernsehserie, eine Folge)
- 2010: CSI: Las Vegas (Fernsehserie, eine Folge)

als Regisseur
- 1984: Bedrooms
- 1989: It had to be you
- 1996: Love is all there is

als Produzent
- 1983: Lovers and Other Strangers
- 2002: Returning Mickey Stern

als Drehbuchautor
- 1970/1983: Lovers and Other Strangers (Theaterstück/Fernsehserie)
- 1970: Liebhaber und andere Fremde (Lovers and Other Strangers)
- 1971: Made for Each Other
- 1975: A Lucille Ball Special Starring Lucille Ball and Jackie Gleason
- 1976: Die Frau des Jahres (Woman of the Year)
- 1980: A Cry For Love
- 1984: Bedrooms
- 1996: Love Is All There Is